# Henrik Larsson (atleta)
Henrik Roger Larsson (30 settembre 1999) è un velocista svedese.

## Biografia
Ha stabilito il record nazionale juniores e promesse nei 100m in 10"28 a Skara nel 2018. Lo ha battuto in semifinale dei 100m, in 10"22, durante i Mondiali Juniores 2018 a Tampere ma, in finale, non ha confermato questo tempo che gli sarebbe valso il podio, e ha corso in 10"28. Il 6 giugno 2019 ha portato il suo record personale a 10"20 sempre a Skara.
Ha vinto con 10"23 la medaglia d'oro nei 100 metri ai Campionati europei under 23 di atletica leggera 2019. All'inizio di quell'anno ha mancato di poco la finale ai Campionati Europei Indoor 2019. Nel 2023 si aggiudica la medaglia di bronzo nei 60 metri piani a Istanbul 2023, piazzandosi alle spalle degli italiani Samuele Ceccarelli e Marcell Jacobs e siglando il record nazionale sulla distanza, con il tempo di 6"53. Due anni dopo sale sul secondo gradino del podio nella medesima distanza agli europei indoor di  Apeldoorn 2025.

## Palmarès
| Anno | Manifestazione  | Sede       | Evento      | Risultato  | Prestazione | Note             |
| ---- | --------------- | ---------- | ----------- | ---------- | ----------- | ---------------- |
| 2016 | Europei allievi | Tbilisi    | 100 m piani | Argento    | 10"57       |                  |
| 2016 | Europei allievi | Tbilisi    | 200 m piani | 4º         | 21"30       |                  |
| 2017 | Europei U20     | Grosseto   | 100 m piani | 6º         | 10"98       |                  |
| 2017 | Europei U20     | Grosseto   | 200 m piani | Semifinale | 21"44       |                  |
| 2018 | Mondiali U20    | Tampere    | 100 m piani | 6º         | 10"28       |                  |
| 2018 | Mondiali U20    | Tampere    | 200 m piani | Finale     | dns         |                  |
| 2018 | Europei         | Berlino    | 100 m piani | Batteria   | 10"62       |                  |
| 2019 | Europei indoor  | Birmingham | 60 m piani  | Semifinale | 6"69        |                  |
| 2019 | Europei U23     | Gavle      | 100 m piani | Oro        | 10"23       |                  |
| 2019 | Europei U23     | Gavle      | 200 m piani | Semifinale | dns         |                  |
| 2021 | Europei U23     | Tallinn    | 100 m piani | Argento    | 10"36       |                  |
| 2022 | Europei         | Monaco     | 100 m piani | Semifinale | 10"28       |                  |
| 2023 | Europei indoor  | Istanbul   | 60 m piani  | Bronzo     | 6"53        | Record nazionale |
| 2023 | Mondiali        | Budapest   | 100 m piani | Semifinale | 10"20       |                  |
| 2024 | Mondiali indoor | Glasgow    | 60 m piani  | 5º         | 6"56        |                  |
| 2024 | Europei         | Roma       | 100 m piani | 4º         | 10"16       |                  |
| 2024 | Giochi olimpici | Parigi     | 100 m piani | Batteria   | 10"24       |                  |
| 2025 | Europei indoor  | Apeldoorn  | 60 m piani  | Argento    | 6"52        | Record nazionale |